# Elif

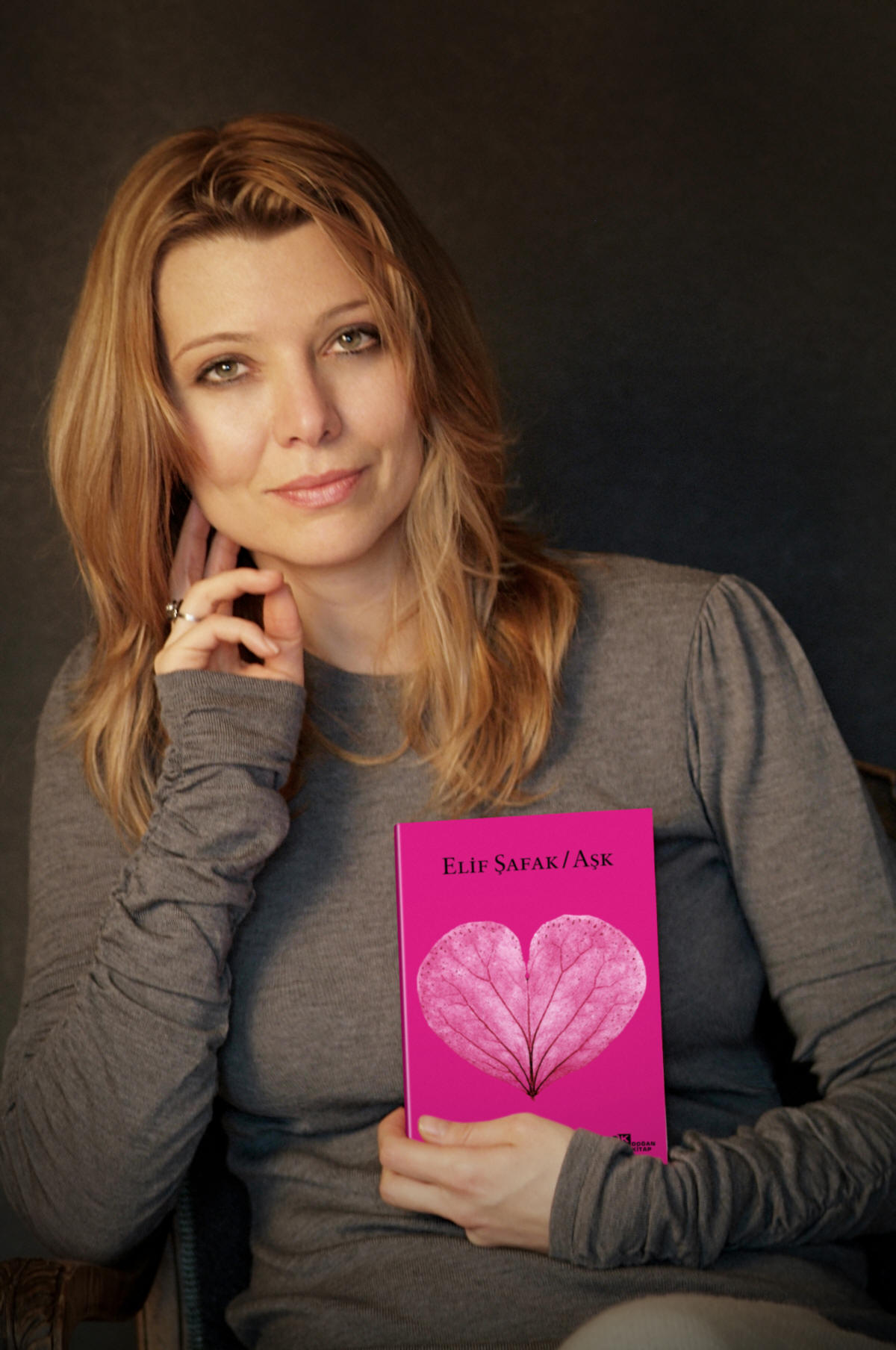
Elif Şafak.

Elif är ett fornnordiskt mansnamn, ursprungligen Ailaifr och Eilifr som betyder alltid, eventuellt också ensam arvinge.
Elif (uttalas ungefär Elifé) kan också vara ett turkiskt kvinnonamn. Namnet betyder slank och vacker.
Det är också namnet på en första bokstaven i det arabiska alfabetet.
Den 31 december 2014 fanns det totalt 535 kvinnor och 3 män folkbokförda i Sverige med namnet Elif, varav 418 kvinnor men ingen man bar det som tilltalsnamn.
Namnsdag: saknas

## Personer med namnet Elif
- Elif Ceylan (1995–), en svensk röstskådespelerska
- Elif Şafak (1971–), turkisk författare